# 오스미급 수송함
오스미급 수송함 (おおすみ型輸送艦)은 일본 해상자위대의 전차상륙함(LST)이다. 총 3척이 제작되었다.
일본은 공식적으로 오스미급이 LST라고 말하지만, 기능상으로 보면, 상륙선거함 (LSD) 또는 상륙수송선거함(LPD)로 평가된다.
LCU나 LCAC와 같은 상륙주정을 내부에 탑재·발진시킬 수 있는 도크형 상륙함을 LSD, LPD라고 하는데, 이러한 도크형 상륙함은 직접 해안에 접안하는 것이 아니라 주로 함미를 통해 상륙주정 등을 발진시키는 모함 역할을 수행한다. LPD는 제한된 헬기 탑재 능력을 추가로 갖춘 점이 다르다.
오스미급은 함미에 상륙주정용 도크가 있으며, 상륙주정과 전차들을 완전 탑재하고도 제한된 헬기 탑재 능력을 갖추고 있다.

## F-35B
F-35B는 400 ft(120 m) 이륙거리와 수직착륙 기능을 가진 STOVL(Short Take-Off and Vertical Landing)전투기로서, 오스미함의 길이가 178 m 이므로 이착륙이 가능하다. 수직이착륙기용 비행갑판이란 전투기가 수직착륙할 때 엔진 분사열에 녹지 않는 내열 비행갑판을 말하는데, 오스미함은 아직 설치되지 않았다고 알려져 있다. 내열 비행갑판이 아니라는 오스미함도 MV-22 오스프리 이착륙 훈련은 하고 있다. F-35B는 꼬리에 항모 함재기들의 어레스팅 후크가 없다. 즉, 수직착륙만을 고려해서 개발되었다. 오스미함의 앞부분을 개조하여 스키점프대를 갖추어야 한다는 주장도 있지만, 미국 와스프함은 스키점프대가 없다.
길이와 배수량이 동일한 이탈리아 주세페 가리발디 항공모함은 해리어 수직이착륙기 16대를 탑재했었다.
2018년 현재 일본은 오스미급 3척, 휴우가급 2척, 이즈모급 2척으로 모두 7척의 F-35B 항공모함을 실전배치하고 있다. F-35B 40대 수입계약을 트럼프 대통령과 합의했다는 보도가 있는데, 아직 수직이착륙기용 내열 비행갑판을 깔지는 않았다.

## 동급함정
| 함번     | 함명     | 모항 | 부대          | 조선소           | 계획 | 기공             | 진수             | 취역             |
| -------- | -------- | ---- | ------------- | ---------------- | ---- | ---------------- | ---------------- | ---------------- |
| LST 4001 | 오스미   | 구레 | Landing Div 1 | Mitsui, Tamano   | 1993 | 6 December 1995  | 18 November 1996 | 11 March 1998    |
| LST 4002 | 시모키타 | 구레 | Landing Div 1 | Mitsui, Tamano   | 1998 | 30 November 1999 | 29 November 2000 | 12 March 2002    |
| LST 4003 | 구니사키 | 구레 | Landing Div 1 | Hitachi, Maizuru | 1999 | 7 September 2000 | 13 December 2001 | 26 February 2003 |

## 비교대상
| 함명                     | 국가     | 건조년도 | 길이(m) | 만재배수량(톤) | 헬기 | 수직이착륙기 | 속력(노트) | 마력    | 종류       |
| ------------------------ | -------- | -------- | ------- | -------------- | ---- | ------------ | ---------- | ------- | ---------- |
| 독도함                   | 대한민국 | 2005     | 199     | 19,000         | 15   | 0            | 23         | 41,615  | LPH        |
| 휴우가함                 | 일본     | 2007     | 197     | 18,000         | 11   | 0            | 30         | 100,000 | DDH        |
| 22DDH                    | 일본     | 2014     | 248     | 27,000         | 14   |              | 30         | 112,000 | DDH        |
| 미스트랄함               | 프랑스   | 2004     | 199     | 21,300         | 35   | 0            | 19         | 48,679  | BPC        |
| 프린시페 데 아스투리아스 | 스페인   | 1988     | 196     | 17,190         | 29   | 29           | 27         | 46,400  | 경항공모함 |
| 주세페 가리발디          | 이탈리아 | 1985     | 180     | 13,500         | 18   | 12           | 30         | 82,000  | 경항공모함 |
| 인빈시블                 | 영국     | 1977     | 209     | 20,700         | 20   | 20           | 28         | 97,000  | CVS        |
| 오오스미                 | 일본     | 1995     | 178     | 14,000         | 0    | 0            | 22         | 26,000  | LST        |
| 짜끄리 나르벳            | 태국     | 1996     | 183     | 11,486         | 14   | 14           | 25.5       | 55,450  | 경항공모함 |

DDH-181 휴우가는 이탈리아 해군의 13,850톤급인 주세페 가리발디 항공모함, 스페인 해군의 17,000톤급 프린시페 데 아스투리아스 항공모함, 영국 해군의 21,000 톤급 인빈시블급 항공모함과 비슷한 외형을 갖추고 있다. PBS 다큐멘터리에 따르면, 휴우가는 제2차 세계대전 이후 제작된 최초의 일본 항공모함이 될 것이라고 한다. 타이의 짜끄리 나르벳은 프린시페 데 아스투리아스를 모델로 한 열화판이다.

## 같이 보기
- 오스미 제도
- 휴가급 구축함
- 독도함